# Назарет (група)
Вижте пояснителната страница за други значения на Назарет.
„Назарет“ (на английски: Nazareth) е шотландска рок група.
Набира световна популярност през 1970-те години, бидейки сред родоначалниците в стиловите направления на хардрока и хевиметъла. През тези години, формацията издава поредица успешни албуми съдържащи хитови композици, сред които „Love Hurts“ и „Hair of the Dog“ често са сочени като върхове в творчеството на групата.

## История
Назарет се формира през декември 1968 г. в Дънфърмлин, Шотландия, от пепелта на местната професионална група The Shadettes (сформирана през 1961 г.). Вокалист на групата е Дан Маккафърти, китара Мани Чарлтън (бивш член на Mark V и The Red Hawks), бас Пит Агню и барабани Даръл Суит. Взимат името си от първия ред на песента „The Weight“ на The Band („I pulled into Nazareth / Was feelin' about half past dead...“ – „Дойдох в Назарет/ и се чувствах почти умрял...“).
Групата се мести в Лондон през 1970 и издават едноименния си дебютен албум на следващата година. След като привличат вниманието към себе си с втория албум „Exercises“ (1972), Назарет издадват „Razamanaz“ в началото на 1973 г. От него излизат два хита оглавили британския Топ 10 „Broken Down Angel“ и „Bad Bad Boy“. В края на същата година е издаден и „Loud 'n' Proud“, от който излиза друг хит, този път кавър, на Джони Мичъл „This Flight Tonight“. Тогава излиза „Rampant“, който, въпреки че не съдържа хитове, е доста успешен. „My White Bicycle“, която е кавър на Tomorrow, не е включена в албум, но влиза в Топ 20 на Великобритания през 1975 г.
„Hair of the Dog“ излиза през 1975 г. Едноименната песен става една от най-пусканите по радиата през 70-те. Американската версия на албума съдържа и кавър на песента на The Everly Brothers „Love Hurts“. Тя е издадена като сингъл и във Великобритания и в САЩ и става Платинена (това е единствената песен на групата, достигнала до американския Топ 10).
През 1979 г. втори китарист се присъединява към групата – Зал Клеминсън. Въпреки че записва само два албума с Назарет („No Mean City“ и „Malice in Wonderland“), той написва много песни за тях. От „Malice in Wonderland“ е успешният сингъл „Holiday“.
През 80-те и 90-те групата записва албуми и изнася концерти с различни състави, независимо от това, че популярността им е спаднала до толкова, че някои от албумите им не се издават вече нито в САЩ, нито във Великобритания. Популярността им е най-голяма в Германия, където „Dream On“ става хит сингъл.
През 1999 г., докато са на турне в САЩ, барабаниста на групата Дарел Суит умира от съдечен удар. Той е заместен от сина на басиста Пийт Агню. През февруари 2008 г. е издаден нов албум от германския лейбъл Edel Entertainment, озаглавен „The Newz“. Албумът съдържа песни от едногодишното им турне по случай 40-годишнината на групата.

## Дискография

### Албуми
- Nazareth (1971)
- BBC Radio 1 Live in Concert (1972)
- Exercises (1972)
- Razamanaz (1973)
- Loud 'n' Proud (1974)
- Rampant (1974)
- Hair of the Dog (1975)
- Greatest Hits (1975)
- Close Enough for Rock 'N' Roll (1976)
- Hot Tracks (1976)
- Play 'N' the Game (1976)
- Expect No Mercy (1977)
- No Mean City (1979)
- Malice in Wonderland (1980)
- The Fool Circle (1981)
- Snaz (1981)
- 2XS (1982)
- Sound Elixir (1983)
- The Catch (1984)
- The Ballad Album (1985)
- Cinema (1986)
- Snakes 'N' Ladders (1989)
- No Jive (1991)
- From the Vaults (1993)
- Move Me (1994)
- Boogaloo (1998)
- Greatest Hits Volume II (1998)
- Live at the Beeb (1998)
- The Very Best of (2001)
- Homecoming (2002)
- Alive and Kicking (2003)
- Maximum XS (2003)
- Live in Brazil (2007)
- The Newz (2008)
- Big Dogz (2011)
- Rock 'n' Roll Telephone (2014)
- Tattooed on My Brain (2018)
- Surviving the Law (2022)

### Хит сингли
- „Morning Dew“ (1972)
- „Broken Down Angel“ (1973)
- „Bad Bad Boy“ (1973)
- „This Flight Tonight“ (1973)
- „Shanghai'd In Shanghai“ (1974)
- „Love Hurts“ (1974)
- „Hair of the Dog“ (1975)
- „My White Bicycle“ (1975)
- „Holy Roller“ (1975)
- „Carry Out Feelings“ (1976)
- „Loretta“ (1976)
- „I Don't Want To Go On Without You“ (1976)
- „I Want to Do Everything For You“ (1976)
- „Hot Tracks EP“ (1977)
- „Place In Your Heart“ (1977)
- „Shot Me Down“ (1977) – не е издавана като сингъл
- „Gone Dead Train“ (1978)
- „May The Sun Shine“ (1979)
- „Star“ (1979)
- „Whatever You Want Babe“ (1979)
- „Holiday“ (1980)
- „Heart's Grown Cold“ (1980)
- „Moonlight Eyes“ (1981)
- „Dressed to Kill“ (1981)
- „Dream On“ (1982)
- „Love Leads to Madness“ (1982)
- „Games“ (1982)
- „Where Are You Now“ (1983)
- „Ruby Tuesday“ (1984)
- „Winner On the Night“ (1989)
- „Every Time It Rains“ (1991)
- „Tell Me That You Love Me“ (1992)
- „Move Me“ (1994)
- „Love Hurts“ (с филхармонията на Мюнхен) (1994)

### Дан Маккафърти – Сингли
- „Out of Time“ (1975)
- „Whatcha Gonna Do About It“ (1975)
- „Stay With Me Baby“ (1976)
- „The Honky Tonk Downstairs“ (1976)
- „Starry Eyes“ (1987)

### Соло проекти
- Dan McCafferty (1975)
- Into the Ring (1986)